# Colletes fodiens
Colletes fodiens là một loài Hymenoptera trong họ Colletidae. Loài này được Fourcroy mô tả khoa học năm 1785.